# Three Fingered Jack
Three Fingered Jack è un cortometraggio muto del 1909. Il nome del regista non viene riportato nei credit del film che ha come interprete Harry Myers.

## Trama
Three Fingered Jack Doyle viene coinvolto in un furto con scasso insieme a un complice. Una ragazza dell'Esercito della Salvezza lo costringe in seguito a confessare il reato e a restituire il denaro rubato. L'intervento della ragazza, di cui Jack è ormai innamorato, fa sì che la vittima del furto perdoni il ladro e non lo faccia arrestare. Jack può ora aspirare a una nuova vita insieme alla ragazza che ama.

## Produzione
Il film fu prodotto dalla Lubin Manufacturing Company.

## Distribuzione
Distribuito dalla Lubin Manufacturing Company, il film - un cortometraggio in una bobina - uscì nelle sale cinematografiche statunitensi il 30 dicembre 1909.